# Sela pri Šmarju
Sela pri Šmarju este o localitate din comuna Grosuplje, Slovenia, cu o populație de 153 de locuitori.